# Eurockot
La société Eurockot Launch Services GmbH, installée à Brême en Allemagne, créée en 1995 par Daimler Chrysler Aerospace AG (Dasa) et le constructeur astronautique russe GKNPZ Khrounitchev, qui le fabrique, pour assurer la commercialisation du lanceur Rokot sur le marché international.
Eurockot est détenue à 51 % par ArianeGroup qui a repris les parts de Daimler Chrysler.
Selon un message sur la page d'accueil du site internet de l'entreprise, ses activités sont suspendues jusqu'à nouvel ordre. Cela s'explique par la mise à la retraite du lanceur Rokot fin 2019.

## Historique

### Création
Le lanceur Rokot est le résultat de la conversion des armes stratégiques entreprise en application du traité START (Strategic Armaments Reduction Talks), signé en 1991. Par ce traité, les États-Unis et l’Union soviétique ont décidé la destruction de certains missiles nucléaires à moyenne portée tels que le SS-19 soviétique. Plutôt que de détruire physiquement ces armes, il a toutefois été rendu possible d’utiliser des missiles militaires à des fins commerciales et civiles. Grâce à cet accord, le premier et le deuxième étage du missile à moyenne portée SS-19 ont été reconvertis pour donner naissance au lanceur commercial Rokot.
Les activités commerciales d'Eurockot sont officiellement lancées en 2000, avec le lancement de deux masses de simulations de satellites de la constellation Iridium.
Après une dizaine de vols réussis, l'origine ukrainienne de Rokot pousse la Russie a suspendre son exploitation. De plus, l'Europe dispose désormais de son propre lanceur léger, Vega. Eurockot effectuera son dernier vol en 2018, et Rokot en 2019.

### Lancements
Tableau mis à jour le 31 décembre 2019
| Vol n° | Étage supérieur | Date de lancement      | Base de lancement     | Succès | Succès | Succès | Client   | Charge(s) utile(s)                                                                                              | Type                                          | Orbite  | Notes | Photos |
| ------ | --------------- | ---------------------- | --------------------- | ------ | ------ | ------ | -------- | --- | --------------------------------------------- | ------- | --- | ------ |
| 02     | Briz-KM         | 16/05/2000 08h 27 UTC  | Site 133/3 - Plesetsk |        | ✓      |        | Eurockot | SimSat 1 & 2 | Maquettes Iridium                             | SSO     | Premier vol de Rokot depuis Plesetsk                                                                                          |        |
| 03     | Briz-KM         | 17/03/2002 09h 21 UTC  | Site 133/3 - Plesetsk |        | ✓      |        | Eurockot | GRACE 1 & 2 | Satellites de recherche                       | LEO     | |        |
| 04     | Briz-KM         | 20/06/2002 09h 33 UTC  | Site 133/3 - Plesetsk |        | ✓      |        | Eurockot | Iridium n°97 & 98                                                                                               | Satellites de communication                   | LEO     | |        |
| 05     | Briz-KM         | 30/06/2003 14h 15 UTC  | Site 133/3 - Plesetsk |        | ✓      |        | Eurockot | Monitor-E GVM MIMOSA (en), DTUsat (en), MOST Cute-I QuakeSat (en), AAU CubeSat (en), CanX-1 (en), Cubesat XI-IV | Satellites NLS Maquettes                      | LEO     | |        |
| 06     | Briz-KM         | 30/10/2003 13h 43 UTC  | Site 133/3 - Plesetsk |        | ✓      |        | Eurockot | SERVIS-1 | Satellite de recherche technologique japonais | SSO     | |        |
| 08     | Briz-KM         | 08/10/2005 15h 02 UTC  | Site 133/3 - Plesetsk |        | ✕      |        | Eurockot | CryoSat-1 | Satellite d'observation terrestre             | LEO     | Échec : Le second étage ne s'est pas arrêté comme prévu, le lanceur est devenu incontrôlable, entraînant la perte de CryoSat. |        |
| 09     | Briz-KM         | 28/07/2006 07h 05 UTC  | Site 133/3 - Plesetsk |        | ✓      |        | Eurockot | KompSat-2 | Satellite d'observation terrestre             | SSO     | |        |
| 11     | Briz-KM         | 17/03/2009 14h 21 UTC  | Site 133/3 - Plesetsk |        | ✓      |        | Eurockot | GOCE | Satellite d'observation terrestre de l'ESA    | SSO     | |        |
| 13     | Briz-KM         | 02/11/ 2009 01h 50 UTC | Site 133/3 - Plesetsk |        | ✓      |        | Eurockot | SMOS Proba-2 | Satellite d'observation de l'ESA              | LEO     | |        |
| 14     | Briz-KM         | 02/06/2010 01h 59 UTC  | Site 133/3 - Plesetsk |        | ✓      |        | Eurockot | SERVIS-2 | Satellite de recherche technologique japonais | LEO     | |        |
| 20     | Briz-KM         | 22/11/ 2013 12h 02 UTC | Site 133/3 - Plesetsk |        | ✓      |        | Eurockot | SWARM | Trois satellites d'observation de la Terre    | Polaire | |        |
| 26     | Briz-KM         | 16/02/2016 17h 57 UTC  | Site 133/3 - Plesetsk |        | ✓      |        | Eurockot | Sentinel-3A | Satellite d'observation de la Terre           | SSO     | |        |
| 28     | Briz-KM         | 13/10/2017 09h 27 UTC  | Site 133/3 - Plesetsk |        | ✓      |        | Eurockot | Sentinel-5P | Satellite d'observation de la Terre           | SSO     | |        |
| 29     | Briz-KM         | 25/04/2018 17h 57 UTC  | Site 133/3 - Plesetsk |        | ✓      |        | Eurockot | Sentinel-3B | Satellite d'observation de la Terre           | SSO     | |        |

## Échec du lancement de CryoSat
Le 8 octobre 2005, le satellite européen CryoSat, transporté par la fusée Rokot, s'est désintégré en vol et ses débris se sont abîmés dans l'océan Arctique Nord. L'échec est dû à une anomalie dans la séquence de lancement. Le premier étage a fonctionné normalement. Le deuxième étage s'est comporté de manière normale jusqu'au moment où le moteur principal devait s'éteindre. Une des commandes que devait envoyer le système de pilotage embarqué ayant fait défaut, le moteur principal a continué à fonctionner jusqu'à épuisement de ses ergols.
La séparation entre les deuxième et troisième étages n'a donc pas eu lieu. L'ensemble formé par les deux étages et le satellite CryoSat est retombé dans la zone prévue pour une telle éventualité, à savoir en pleine mer, au nord du Groenland (près du pôle Nord), donc sans affecter les populations locales.

## Description
Le lanceur Rokot a été conçu pour répondre aux besoins du marché des satellites en orbite basse et peut transporter des charges utiles jusqu’à deux tonnes.
Plusieurs lanceurs aux capacités similaires concurrents sont aujourd'hui disponibles sur le marché, Vega en Europe, Kuaizhou-1A en Chine, Epsilon au Japon, Soyuz 2.1v en Russie ou encore Athena et Taurus aux États-Unis.
Un pas de tir est situé sur le cosmodrome de Plesetsk, à environ 600 km au Nord de Moscou, et un autre au cosmodrome de Baïkonour au Kazakhstan, bien que ce dernier n'ait pas été utilisé depuis 1996.

## Gouvernance
- CEO : Peter Freeborn